# Curtiss Model L
Le Curtiss Model L était un avion d'entraînement triplan, conçu en 1916 par le constructeur américain Curtiss à Hammondsport, dans l'État de New York.

## Développement
L'avion était de conception assez conventionnelle, mais disposait toutefois d'ailes assez particulières, avec les deux ailes supérieures d'envergure identique et l'aile inférieure plus courte. L'avion disposait d'un grand cockpit ouvert qui logeait l'instructeur et l'élève côte-à-côte, une caractéristique assez inhabituelle pour son époque qui lui valut d'être surnommé « Sociable Triplane » (en français : le « triplan sociable »).
En plus des ventes privées, Curtiss vendit plusieurs exemplaires à l'US Army et à l'US Navy. Différents de leurs homologues civils, ils disposaient d'un aile basse ayant les mêmes dimensions que les deux autres. Les trois exemplaires de la marine furent équipés en hydravions à flotteurs. Les ailes de l'un des exemplaires de l'Army furent installées sur le fuselage d'un Curtiss Jenny pour créer l'unique exemplaire de l'avion d'entraînement X-1. Les ailes du Model L furent également utilisées par Curtiss pour l'une des premières tentatives de conception de voitures volantes de l'Histoire, l'Autoplane. Elles furent aussi assemblées sur un Model F pour créer le Model FL.

## Utilisateurs
- États-Unis :
  - United States Army ;
  - United States Navy.